# Vampire Knight
Vampire Knight (ヴァンパイア騎士, Vanpaia Naito, lit. 'Cavaller vampir') és un manga shōjo escrit per Matsuri Hino, autora també d'altres mangues com Toraware no Mi no Ue i Merupuri. La sèrie es va publicar a la revista de manga shōjo de Hakusensha LaLa de 2004 a 2013. Els capítols individuals es van recollir i publicar en dinou volums tankōbon, publicats del 2005 al 2013.
La història té lloc a la prestigiosa Cross Academy, que acull dues classes diferenciades: la classe de dia, que només és per a humans, i la classe de nit, que només és per a vampirs, i que la classe de dia desconeix. Gran part de la trama gira al voltant de la Yuki Cross, la filla adoptiva del director, mentre es veu arrossegada en un conflicte sobre la coexistència global entre humans i vampirs i la retorçada realitat sobre el seu amic de la infància Zero Kiryuu, que, tot i tenir odi pels vampirs, es revela que s'hi està convertint lentament en un.
La sèrie també té un anime de 26 capítols: 13 en la primera temporada, Vampire Knight, emesa entre el 8 d'abril del 2008 fins a l'1 de 2008; i uns altres 13 en la segona temporada, Vampire Knight Guilty, emesa entre el 6 d'octubre de 2008 i el 29 de desembre de 2008.
Ha tingut un èxit internacional, disposant de llicència per a publicar-se en anglès, francès, italià, portugués, i castellà, com a Caballero Vampiro, entre d'altres idiomes.

## Argument
La història comença quan la Yuuki recorda que en la seva infància, mentre es trobava perduda a l'hivern, va ser atacada per un vampir fora de control, situació de la qual la va rescatar un altre vampir, Kuran Kaname. Ell la va portar amb Kaien Cross, que es va convertir en el seu pare adoptiu, i més endavant en el director de l'Academia Privada Cross, una escola amb un sistema de classes diürnes i nocturnes. Però l'acadèmia d'elit oculta un secret: els alumnes de la classe nocturna són en realitat vampirs. El director i Kuran Kaname creuen que és possible una convivència pacífica entre els humans i els vampirs.
Zero Kiryuu és un noi procedent d'una família de caçadors de vampirs de la que els seus pares van ser assassinats per la vampiressa de l'etern florir. Des d'això ja han passat quatre anys, la Yuuki i en Zero són els únics de la classe diürna que coneixen el secret i s'ocupen de mantenir l'ordre de l'Acadèmia. En Zero odia els vampirs més que res al món, per tant, està en contra del pacifisme del director i odia bastant a en Kaname per ser de la mateixa classe que aquella dona, però a la vegada també oculta un gran secret que el tortura dia a dia.
Tot i el seu profund amor a Kuran Kaname, Yuuki no és capaç d'acceptar-lo completament, ja que una part d'ella sempre ha estimat a en Zero, la persona que ha viscut amb ella aquests darrers quatre anys, però qui no desitja mostrar la seva naturalesa vertadera per por de fer-li mal. A través de la història es van mostrant els profunds llaços que la Yuuki té per en Zero i dona a conèixer que no li importa el que li passi a ella. Prefereix sacrificar la seva vida abans que veure morir a en Zero, per això accepta de bon grat ajudar-lo i no té por d'apropar-se a ell encara sabent que a en Kaname no li agrada i el fa enfadar.

## Contingut de l'obra

### Manga
Vampire Knight és una sèrie manga escrita i il·lustrada per Matsuri Hino, la qual es va publicar a la revista de manga shōjo de Hakusensha, LaLa, del 24 de novembre de 2005 al 24 de maig de 2013. Els capítols individuals es van recopilar i publicar en 19 volums tankōbon, publicats del 10 de juliol de 2005 al 5 de novembre de 2013.

#### Seqüela
Des de la conclusió del manga, Hino va començar a publicar una sèrie de capítols especials, que tenen lloc després del volum final. El 8 de novembre de 2013, Hino va publicar el primer capítol especial titulat Vida (命, Inochi) a la revista LaLa Fantasy. Els capítols següents es van publicar a la revista LaLa DX. El segon capítol especial, titulat T'estimo (あなたのことが好きです, Anata no Koto ga Suki Desu), es va publicar el 10 de febrer de 2015. El 10 de desembre de 2015 es va publicar el tercer capítol especial, titulat "Anhel d'amor" (愛の望み, Ai no Nozomi). El 10 de febrer de 2016 es va publicar el quart i últim capítol especial, "Entre la mort i el cel" (命の終わりと天国の間, Inochi no owari to tengoku no aida). Els capítols es van recopilar i van esdevenir el primer volum d'un manga seqüela que seria anomenat Vampire Knight: Memories, publicat el 3 de juny de 2016. Vampire Knight: Memories es va començar a publicar oficialment a la revista LaLa DX el 10 de juny de 2016. A octubre de 2023 se n'han publicat 9 volums.

### Anime
Vampire Knight es va adaptar a un anime de tretze capítols, el qual va ser produït per Studio Deen i es va emetre a TV Tokyo del 8 d'abril a l'1 de juliol de 2008. Una segona temporada de tretze capítols, Vampire Knight Guilty, es va emetre del 7 d'octubre al 30 de desembre de 2008.
La sèrie utilitza quatre peces musicals temàtiques. Les sintonies inicials tant de la primera com de la segona temporada són interpretades pel duo On/Off. A la primera temporada la sintonia és Futatsu no Kodō to Akai Tsumi (ふたつの鼓動と赤い罪) i a la segona és Rinne Rondo (輪廻-ロンド-). Kanon Wakeshima interpreta la sintonia final de la primera temporada, Still Doll, i també la de la segona temporada, Suna no Oshiro (砂のお城). La banda sonora va ser composta per Takefumi Haketa i consta de 30 cançons (incloent-hi les sintonies inicials i finals).